# Тимін-Колонія
Тимін-Колонія (пол. Kolonia Tymin) — частина села Тимін у Польщі, в Люблінському воєводстві Томашівського повіту, ґміни Тарнаватка.

## Історія
Первісним населенням Тимін-Колонії були русини-лемки, які компактно проживали на своїх історичних землях. 